# Kerkhof van Ranville
Het Kerkhof van Ranville is een gemeentelijke begraafplaats in de Franse gemeente Ranville (departement Calvados). Ze ligt in het centrum rond de "Eglise Notre-Dame" en is omgeven door een natuurstenen muur. De hoofdingang bevindt zich aan de oostelijke kant en er is een kleinere toegang aan de noordelijke zijde. Op het kerkhof staat een gedenkteken voor de gesneuvelde soldaten van de gemeente uit de beide wereldoorlogen.

## Militaire graven
Op het kerkhof liggen de graven van 47 Britse gesneuvelden (waaronder 1 niet geïdentificeerde) uit de Tweede Wereldoorlog. Zij vielen bijna allemaal tijdens de eerste twee dagen van de geallieerde landing in Normandië. Er liggen ook 4 Franse ex-commando's die als leden van “N°4 Commando” deelnamen aan de actie van de 6th Airborne Division. Een niet geïdentificeerde Duitse soldaat ligt tussen de Britse graven die opgesteld staan langs de noordelijke en oostelijke omheiningsmuur. De graven worden onderhouden door de Commonwealth War Graves Commission en zijn daar geregistreerd als Ranville Churchyard
- Frank Milburne, sergeant bij het The Parachute Regiment, A.A.C werd onderscheiden met de Distinguished Conduct Medal (DCM).
- Herbert Denham Brotheridge,[2] luitenant bij het 2nd (Airborne) Bn was de eerste Britse gesneuvelde op de eerste dag van de landing (6 juni 1944). Hij werd dodelijk getroffen tijdens de verovering van de brug (beter gekend als Pegasusbrug) over het kanaal naar Caen.

Zuidelijk aansluitend aan dit kerkhof ligt de Britse begraafplaats Ranville War Cemetery.